# Uppgiftslösningsnätverk
Uppgiftslösningsnätverk är ett kopplingsläge mellan olika delar av hjärnan, som används när en person bearbetar yttre intryck eller är inriktad på att lösa ett speciellt problem. Det står i motsats till standardnätverket, det inåtvända nätverket, det kopplingsläge som används när en person låter tankarna vandra runt och inte tänker på något särskilt. Bägge nätverken används i vakentillstånd.